# Theódoros Pagálos
Theódoros Pagálos, no alfabeto grego: Θεόδωρος Πάγκαλος, (Salamina; 1878 — 1952) foi um político da Grécia. Ocupou o cargo de primeiro-ministro da Grécia entre 25 de Junho de 1925 a 19 de Julho de 1926.